# Alexander Bade
Alexander Bade (ur. 25 sierpnia 1970 w Berlinie) – niemiecki piłkarz grający na pozycji bramkarza.

## Kariera sportowa
Bade zaczynał swoją karierę w klubie Tennis Borussia Berlin, gdzie grał jako junior. W sezonie 1988/89 przeszedł do 1. FC Köln, gdzie od 1991 był w składzie pierwszej drużyny. Jednak grając jako zmiennik Bodo Illgnera nie miał zbyt wielu okazji do gry i przez 4 lata wybiegł na boisko tylko 5 razy. Następnie przeszedł do KFC Uerdingen, gdzie grał już więcej, ale nadal był tylko zmiennikiem bardziej doświadczonego zawodnika, jakim był Bernd Dreher.
W sezonie 1998/99 Bade przeniósł się do Hamburger SV, gdzie znów grał w cieniu lepszego kolegi, Hansa-Joerga Butta. Powrócił więc do Kolonii w 2000 roku, i tym razem grał już znacznie częściej.
W styczniu 2008 przeniósł się do Borussii Dortmund, jednak kontrakt z klubem obowiązywał tylko do końca czerwca. Po jego wygaśnięciu, 25 czerwca 2009 został trenerem bramkarzy w 1. FC Köln.